# PlayStation Vitaのシステムソフトウェア
PlayStation Vitaのシステムソフトウェア（プレイステーション・ヴィータのシステムソフトウェア）では、PlayStation Vita (PS Vita) を制御しているファームウェアの歴史およびアップデート方法を取り上げる。

## 概要
PS Vitaを制御しているシステムソフトウェアは、アップデートによって様々な新機能の追加や修正、セキュリティやパフォーマンスの強化が出来るようになっている。SCEは、正式な方法でアップデートするよう告知しており、不正な方法でアップデートを行った場合は修理、保証を行わないとしている。
PSPではモデルによって異なるアップデータが提供されているが、PS Vitaでは全て単一のアップデータが提供されている。
常に最新にしておくことが推奨され、バージョンが古い場合はSony Entertainment Networkへの接続がサーバー側から拒否される場合がある。

## アップデート方法
アップデートは4種類の方法があり、いずれの場合もアップデート中は電源ボタンが機能しなくなり、無理に電源を切るとPS Vitaが故障する可能性がある。
ネットワークアップデート
ネットワークアップデート機能を使用して、インターネットから直接ダウンロードしてアップデートする方法。バージョン2.00からはPlayStation Plusに対応しているため、同サービスの自動アップデート機能も利用可能となっている。
パソコン/PS3経由でのアップデート
インターネットに接続されているパソコン（「コンテンツ管理アシスタント for PlayStation」のインストールが必要）やPlayStation 3（PS3）とUSBケーブルで接続してアップデートする方法。
PS Vitaカードでのアップデート
アップデートデータが収録されたPS Vitaカードを利用してアップデートする方法。

### USBメモリーでのアップデート
PlayStation TVのみ利用できる方法。USBメモリーは150MB以上のものを利用する。なお、この際使用するアップデータは公式サイトよりダウンロードできる。

## バージョン履歴

### バージョン1系列
バージョン1.03
初期量産搭載バージョン。アップデータとしての提供はなし。
バージョン1.04
PS Vita用ゲームソフト『真かまいたちの夜 11人目の訪問者』に収録。
バージョン1.05
初期量産搭載バージョン。アップデータとしての提供はなし。
バージョン1.06
北米/ヨーロッパでの初期バージョン。アップデータとしての提供はなし。

#### バージョン1.50
2011年12月17日公開。
- PlayStation Networkの機能や一部の機能を利用可能になった。

バージョン1.51
2011年12月27日公開。
- 『真・三國無双 NEXT』をプレイ中にゲーム進行に影響を及ぼす症状を改善。

バージョン1.52
2012年1月16日公開。
- システムソフトウェアにおいて、動作の安定性を改善。

#### バージョン1.60
2012年2月8日公開。
- 電源を入れるかスタンバイから復帰すると、PSボタンが青色に点灯するようになるなど、電源の状況がボタンの色で詳細に分かるようになった。
- 「PlayStation Network」が「Sony Entertainment Network」に名称変更されたため、それに合わせて表記を変更。
- 30秒電源ボタンを押して電源を切った後に自動的にセーフモードで立ち上がるようになった。
- グループメッセージングやアクティビティーで、迷惑メッセージを通報出来るようになった。
- マップのアプリケーションを追加。
- nearのコレクション画面にプレーヤーの情報が表示されるようになった。
- コンテンツ管理でバックアップファイルを削除可能になった。
- 動画撮影機能追加。
- カメラ起動中に静止画、動画撮影の切り替えが出来るようになった。撮影した動画は「フォト」から再生可能。
- ストアで評価をFacebookに公開することが可能になった。設定で公開非公開を切り替え可能。
- 機内モードのメニュー位置を変更。
- コンテンツ管理アシスタントのMac OS版をリリース。

バージョン1.61
2012年2月21日公開。
- システムソフトウェアにおいて、動作の安定性を改善。

#### バージョン1.65
2012年4月3日公開。PSPタイトルでアドホック通信を行った際に不具合があることが判明したため、公開が中止された。4月4日にバージョン1.66と完全に置き換えられた（更新履歴からも削除されている）。
バージョン1.66
2012年4月4日公開。
- バージョン1.65にてPlayStation Portableのゲームでアドホック通信が出来なかった不具合を改善。
- ［サウンド&ディスプレイ］に新着情報があるときにメッセージを表示する［お知らせの通知］を追加。
- ［自動スタンバイ］に［10分後］を追加。
- LiveAreaで新しいアクティビティがある場合、新着アクティビティーが表示。
- 文字入力時、ShiftボタンでCaps Lockが使えるようになった。
- 「Unit13」をプレイ中に音切れや画面が停止する症状を改善。
- ゲームソフトの追加データのインストール時にゲージが表示されるようになった。

バージョン1.67
2012年4月12日公開。
- 『ドリームクラブZERO ポータブル』でカメラを利用すると、画面が停止する症状を改善。

バージョン1.69
2012年6月12日公開。
- システムソフトウェアにおいて、動作の安定性を改善。

バージョン1.691
2012年7月4日公開。
- 詳細不明。

#### バージョン1.80
2012年8月28日公開。
- PlayStation規格ソフトウェアに対応
- グループメッセージングでメッセージ作成中にカメラを起動し写真を撮影して添付可能になった。
- ミュージックでPS3またはiTunesで作成したプレイリストの再生に対応した。
- ビデオで動画の可変速再生、早戻し、早送り、リピート再生、サムネイル自動作成に対応した。
- ホーム画面やアプリケーションの一部の機能において、PS Vita本体ボタンでの操作に対応した。
- 50音キーボードの追加。
- リモートプレイのLiveAreaに、「クロスコントローラー」機能のアイコンを追加、PS Vitaを利用してPS3専用ソフトウェアの操作が出来るようになった。

バージョン1.81
2012年9月18日公開。
- システムソフトウェアにおいて、動作の安定性を改善。

### バージョン2系列

#### バージョン2.00
2012年11月20日公開。
- PlayStation Plusに対応した。
- nearをリニューアルし、操作性を改善。
- ブラウザー
  - Webページの表示速度を改善。
  - HTML5やJavaScriptの対応を強化。
  - 以前は文字化けしていたサイトも正常に表示可能になった。
  - ポインターを使ってリンクが開けるようになった。
- コンテンツ管理
  - 操作性を改善。
  - Wi-Fiを経由してパソコンと接続し、データ転送出来るようになった（コンテンツ管理アシスタントのアップデートが必要）。
  - PS3やパソコンでフォルダー管理している写真やビデオを、フォルダーごとコピー出来るようになった。
- マップにおいて、天気情報が提供されているエリアで、地図上に天気情報を表示出来るようになった。
- Eメールアプリを追加。
- アプリケーションや機能ごとにお知らせの通知方法を設定可能になった。
- PS Vita本体のボタンで操作できるアプリケーションを増加。

バージョン2.01
2012年12月4日公開。
- PlayStation Plusの機能のうち、オンラインストレージにセーブデータを自動でバックアップする機能が正常に動作していなかった不具合を修正された。
- システムソフトウェアにおいて、動作の安定性を改善。

バージョン2.02
2012年12月19日公開。torne PS Vitaを使用する場合には本バージョン以降にアップデートする必要がある。
- システムソフトウェアにおいて、動作の安定性を改善。

バージョン2.05
2013年1月24日公開。
- システムソフトウェアにおいて、動作の安定性を改善。

バージョン2.06
2013年3月12日公開。
- システムソフトウェアにおいて、動作の安定性を改善。

#### バージョン2.10
2013年4月10日公開。
- ホーム画面
  - アイコンをフォルダーで管理出来るようになった。
  - ホーム画面のアイコンのレイアウトをメモリーカード毎に保存するようになった。
  - PS Vitaカードをセットしている時にインフォメーションバーにアイコンが表示されるようになった。
- ブラウザー
  - Webページ上の動画をストリーミングで再生出来るようになった。
- コンテンツ管理
  - Wi-Fiを介してnasneと接続し、データ転送やバックアップを取ることが可能となった（nasneのシステムソフトウェアを1.71にする必要がある）。
  - PS3からPS Vita規格ソフトウェアをコピーする際にアップデータがあるかを確認し、自動ダウンロードするようになった。
  - PS Vitaのバックアップをとる際に名前を付けられるようになった。
  - PlayStation Plusのセーブデータバックアップがモバイルネットワークでも行えるようになった。
- Eメール
  - HTMLメールが表示出来るようになった。
  - 連絡先に、1人あたり最大5件のEメールアドレスを登録出来るようになった。
  - キーワード検索の検索対象にメールの「本文」と「すべて」を追加。
  - 連絡先リストに登録されたデータを初期化出来るようになった。
- グループメッセージング
  - 新規メッセージ作成時に複数の宛先を一度に選択出来るようになった。
- 設定の「サウンド&ディスプレイ」に「自動で消音する」を追加。
- PS Vita本体のボタンで操作できるアプリケーションを追加。
- 「省電力設定」に「Wi-Fiを省電力モードで使う」が追加され、「Wi-Fi設定」の「Wi-Fi接続を自動で切断する」が削除された。

バージョン2.11
2013年4月16日公開。
- システムソフトウェアにおいて、動作の安定性を改善。

バージョン2.12
2013年5月8日公開。
- システムソフトウェアにおいて、動作の安定性を改善。

#### バージョン2.60
2013年8月6日公開。
- PlayStation Network
  - 各ゲームのLiveAreaのPlayStation Plusアイコンをタップすることで、セーブデータをPlayStation Networkのサーバーに簡単にアップロード・ダウンロード出来るようになった。
- ミュージック / ビデオ
  - ネットワーク上に接続された、PS3、パソコン、nasneなどの機器に保存されたコンテンツを直接再生出来るようになった。
- ホーム画面
  - PS Vita本体のボタンを使って、ホーム画面のカスタマイズが出来るようになった。
- ゲーム
  - PSP Game、PlayStation規格ソフトウェアのメニュー表示方法がPSボタン長押しに変更された。
- トロフィー
  - ゲームごとにトロフィーの獲得情報の公開・非公開を設定出来るようになった。
- ブラウザー
  - Webページ上の動画をストリーミング再生中に、画面や字幕など再生時の設定を変更出来るようになった。
- コンテンツ管理
  - セーブデータの自動アップロードの設定方法が変更された。
- 設定
  - 「周辺機器」が追加され、「ネットワーク」の「Bluetooth設定」を同項目に移動。
  - 「PlayStation Network」の「プライバシー設定」に「トロフィーを公開する」を追加。
- その他
  - PSボタンを押したままにして表示されるメニューにネットワーク機能の設定を追加。

バージョン2.61
2013年8月29日公開。
- 『みんなのGOLF6』・『ファンタシースターオンライン2』をプレイ中に動作が不安定になる症状を改善。
- システムソフトウェアにおいて、動作の安定性を改善。

### バージョン3系列

#### バージョン3.00
2013年11月5日公開。本バージョンよりPlayStation Vita TVの機能も扱うが、一部PS Vita TVに未対応の機能もある（※で印した物）。
- PS4リンクを追加、PlayStation 4のリモートプレイ、セカンドスクリーンに対応。※
- ペアレンタルコントロールを追加。
- フォト
  - LiveAreaにパノラマカメラが追加され、パノラマ写真の撮影・再生に対応。※
- フレンド
  - レイアウトが改善された。
- メッセージ
  - 「グループメッセージング」の名称とアイコンを「メッセージ」に変更し、レイアウトを改善。
  - PS4やPlayStation Appを使っているフレンドやプレーヤーとメッセージを送受信出来るようになった。
- パーティー
  - アイコンが変更された。
  - PS4を使っているフレンドやプレーヤーとボイス／テキストチャットが出来るようになった。
- PSN
  - 「PlayStation Network」の名称が「PSN」に変更された。
- ゲーム
  - PocketStationアプリに対応し、PocketStationに対応したPS規格ソフトウェアのLiveAreaにPocketStationのアイコンが表示されるようになった。
- ビデオ
  - PS Vitaで再生中のビデオをPS Vita TVに転送して、テレビで見ることが出来るようになった（同一のネットワークで接続する必要がある）。
- Eメール
  - GmailやYahoo!メールなどの連絡先を同期して、連絡先の利用、編集、削除を出来るようになった（CardDAVアカウントの設定が必要となる）。
- コンテンツ管理
  - Wi-Fiを使ってPS3と接続し、データ転送出来るようになった（同一のネットワークで接続し、PS3のシステムソフトウェアを4.50以上にする必要がある）。
  - PS3からPSP Gameをコピーする際に、アップデータがあるか確認して自動でダウンロードするようになった（PS3のシステムソフトウェアを4.50以上にする必要がある）。
- PS3リモートプレイ
  - 「リモートプレイ」の名称とアイコンが「PS3リモートプレイ」に変更された。※
- 設定
  - 「システムソフトウェアのアップデートファイルをダウンロードする」をシステムの「自動スタート設定」に移動し、誰でもこの機能を使えるようになった。

バージョン3.01
2013年12月10日公開。
- システムソフトウェアにおいて、動作の安定性を改善。

#### バージョン3.10
2014年3月25日公開。
- ゲーム
  - PS Vita TVでPlayStation Mobile規格ソフトウェアが遊べるようになった。
  - PocketStationに対応したPlayStation規格ソフトウェアを起動中に、PocketStationの画面を確認出来るようになった。
  - PocketStationのメニューでID No.の確認や背景の変更が出来るようになった。
- メッセージ
  - ボイスメッセージの送受信に対応。
  - プレーヤーメッセージのメンバーが3人以上の場合、タイトルを設定出来るようになった。
- カレンダー
  - カレンダー機能を追加。
- コンテンツ管理
  - LiveAreaに「メモリーカードのコンテンツを管理する」を追加、メモリーカードの利用状況の確認、アプリケーションやセーブデータの削除が出来るようになった。
    - これにより設定の「アプリケーションデータ管理」が削除された。
- ペアレンタルコントロール
  - PS Storeの起動を制限出来るようになった。
  - 有害なWebサイトの表示をブロックするサービスの利用設定をペアレンタルコントロールからも出来るようになった。
- ビデオ
  - コンテンツリストの並べ替えに「サイズ」を追加。
- ミュージック
  - 接続しているパソコンのコンテンツをキーワード検索出来るようになった。
- フォト
  - PS Vitaの向きや傾きにより表示中の写真が自動回転する機能をオフに設定出来るようになった。
  - パノラマカメラの撮影モードに「フリーフォーム」を追加。※
  - PS Vitaで表示中の写真をPS Vita TVに転送して、テレビで見ることが出来るようになった。
- 設定
  - 「日付&時刻」の「サマータイム」を削除し、「自動でサマータイムに設定する」を追加。
  - 「省電力設定」の「自動でスタンバイモードにする」に「30分」を追加。※
- その他
  - ホーム画面に表示できるアプリケーションのアイコン（フォルダー内のアイコンも含む）が最大500個になった。
  - PS Vita TVを、ワイヤレスコントローラー（DUALSHOCK 4）で操作出来るようになった。
  - PS VitaでBluetoothキーボードが使えるようになった。

バージョン3.12
2014年3月28日公開。
- システムソフトウェアにおいて、動作の安定性を改善。

バージョン3.15
2014年4月30日公開。
- PS4リンク関連でリモートプレイの機能改善。
  - PS Vita TVにおいてもPS4リンクが使用可能になった。
  - リモートプレイの機器登録（ペアリング）がインターネット経由で出来るようになった。
  - リモートプレイ中のPS Vitaのボタン割り当てを変更。
  - リモートプレイ中にPSボタンを押して表示されるツールバーに「設定」を追加。※

バージョン3.18
2014年8月7日公開。
- システムソフトウェアにおいて、動作の安定性を改善。

#### バージョン3.30
2014年10月2日公開。
- 設定
  - 「テーマ&背景」が追加され、ホーム画面で表示されているアイコンや背景のデザインを変更出来るようになった。
  - 「日付&時刻」の「タイムゾーン」に「ヌメア」を追加。
  - ウェリントン（ニュージーランド）のサマータイムに対応。
  - 「周辺機器」の「外付けキーボードの「タイプ」に複数の言語を追加。
    - PS Vita/PS TVに接続したBluetoothキーボードで「日本語」や「英語」以外の言語も入力出来るようになった。
- トロフィー
  - トロフィーのレア度を確認出来るようになった。
- カレンダー
  - 予定作成時にフレンド以外のプレーヤーも追加出来るようになった。
  - メッセージやEメール（Eメール）で受け取った予定をカレンダーに保存出来るようになった。
  - LiveAreaに今日以降の予定が最大6件表示出来るようになった。
  - カレンダーの曜日に色を設定出来るようになった。
- ブラウザー
  - ウィンドウをまとめて閉じることが可能となった。
  - Webページの表示速度が改善された。
  - HTML5やJavaScriptの対応が強化された。
- コンテンツ管理
  - コンテンツ管理アシスタント for PlayStationでのMac OS X LeopardおよびMicrosoft Windows XPの動作保証が終了している。
- その他
  - VTE-1000シリーズの画面に表示される製品名称を「PlayStation TV」または「PS TV」に変更された。
  - PS TVのメニューからテレビの音量を調整出来るようになった。
  - PS TVで同時に使えるワイヤレスコントローラーが4台になった。

バージョン3.35
2014年10月28日公開。
- PS TVによるPS4リンクのリモートプレイで同時に4人までログイン出来るようになった。
- PS TVによるPS4リンクでのリモートプレイ中の画質をネットワーク環境に合わせて調整出来るようになった。

バージョン3.36
2015年1月12日公開。
- システムソフトウェアにおいて、動作の安定性を改善。

#### バージョン3.50
2015年3月26日公開。
- PlayStation Network
  - 「PSN」の名称を、「PlayStation™Network」に変更
- PS4リンク
  - リモートプレイ中の映像の滑らかさを設定できるようになった。
- ビデオ
  - シーンサーチの表示性能を改善
  - 解像度が1080のビデオの再生速度を、1.5倍まで変更できるようになった。
- マップ
  - PS Vitaからマップを削除
- near
  - 住所や地図の表示など、マップに関わる機能を削除
- 設定
  - ［アクセシビリティー］を追加
  - ［PlayStation™Network］＞［サブアカウント管理］の［チャット］の名称を、［チャット/ユーザー作成メディア］に変更
  - ［PlayStation™Network］＞［サブアカウント管理］＞［チャット/ユーザー作成メディア］で、メッセージを使ったプレーヤーメッセージの送受信を制限できるようになった。

バージョン3.51
2015年5月14日公開。
- システムソフトウェアにおいて、動作の安定性を改善。

バージョン3.52
2015年6月24日公開。
- システムソフトウェアにおいて、動作の安定性を改善。

バージョン3.55
2015年9月30日公開。
- PS4リンク
  - PS Vitaでリモートプレイの映像の解像度を設定できるようになった。

- ペアレンタルコントロール
  - Eメールの起動を制限できるようになった。

バージョン3.57
2016年1月20日公開。
- 全般
  - Facebookとの連携機能のサポートを終了。

#### バージョン3.60
2016年4月6日公開。
- システムソフトウェアにおいて、システムの性能が向上。

バージョン3.61
2016年8月8日公開。
- システムソフトウェアにおいて、動作の安定性を改善。

バージョン3.63
2016年11月1日公開。
- システムソフトウェアにおいて、動作の安定性を改善。

バージョン3.65
2017年4月18日公開。
- システムソフトウェアにおいて、動作の安定性を改善。

バージョン3.67
2017年11月28日公開。
- システムソフトウェアにおいて、動作の安定性を改善。

バージョン3.68
2018年4月10日公開。
- システムソフトウェアにおいて、動作の安定性を改善。

バージョン3.69
2018年9月11日公開。
- システムソフトウェアにおいて、動作の安定性を改善。

#### バージョン3.70
2019年1月15日公開。
- システムソフトウェアにおいて、システムの性能が向上。

バージョン3.71
2019年7月23日公開。
- システムソフトウェアにおいて、動作の安定性を改善。

バージョン3.72
2019年8月27日公開。
- システムソフトウェアにおいて、動作の安定性を改善。

バージョン3.73
2019年10月16日公開。
- システムソフトウェアにおいて、動作の安定性を改善。

バージョン3.74
2022年5月10日公開。
- PlayStation Networkへのサインイン時に機器設定パスワードの入力が必要となった。
- PlayStation Networkのアカウントの作成およびアカウント管理を本体から利用することができなくなった。（これらを利用しようとすると代わりにWeb版へのQRコードとURLが表示されるようになった）

このアップデートを適用すると一旦PSNからサインアウトされ、従来のパスワードでサインインしようとすると機器設定パスワードを利用してサインインするよう求められる。

## システムソフトウェアの歴史
- 2011年
  - 12月17日 - PCH-1000が日本で発売。初期バージョン1.03。バージョン1.04を収録した『真かまいたちの夜 11人目の訪問者』発売。バージョン1.50・1.51 公開。
- 2012年
  - 1月16日 - バージョン1.52 公開。
  - 2月8日 - バージョン1.60 公開。
  - 2月21日 - バージョン1.61 公開。
  - 2月22日 - PCH-1000が北米・ヨーロッパで発売。初期バージョン1.06。
  - 4月3日 - バージョン1.65 が公開されたが、不具合が判明したため公開を中止した。
  - 4月4日 - バージョン1.66 公開。バージョン1.65 での不具合を修正している。
  - 4月12日 - バージョン1.67 公開。
  - 6月12日 - バージョン1.69 公開。
  - 7月4日 - バージョン1.691 公開。
  - 8月28日 - バージョン1.80 公開。
  - 9月18日 - バージョン1.81 公開。
  - 11月20日 - バージョン2.00 公開。
  - 12月4日 - バージョン2.01 公開。
  - 12月19日 - バージョン2.02 公開。
- 2013年
  - 1月24日 - バージョン2.05 公開。
  - 3月12日 - バージョン2.06 公開。
  - 4月10日 - バージョン2.10 公開。
  - 4月16日 - バージョン2.11 公開。
  - 5月8日 - バージョン2.12 公開。
  - 8月6日 - バージョン2.60 公開。
  - 8月29日 - バージョン2.61 公開。
  - 11月5日 - バージョン3.00 公開。
  - 12月10日 - バージョン3.01 公開。
- 2014年
  - 3月25日 - バージョン3.10 公開。
  - 3月28日 - バージョン3.12 公開。
  - 4月30日 - バージョン3.15 公開。
  - 8月7日 - バージョン3.18 公開。
  - 10月2日 - バージョン3.30 公開。
  - 10月28日 - バージョン3.35 公開。
- 2015年
  - 1月12日 - バージョン3.36 公開。
  - 3月26日 - バージョン3.50 公開。
  - 5月14日 - バージョン3.51 公開。
  - 6月24日 - バージョン3.52 公開。
  - 9月30日 - バージョン3.55 公開。
- 2016年
  - 1月20日 - バージョン3.57 公開。
  - 4月6日 - バージョン3.60 公開。
  - 8月8日 - バージョン3.61 公開。
  - 11月1日 - バージョン3.63 公開。
- 2017年
  - 4月18日 - バージョン3.65 公開。
  - 11月28日 - バージョン3.67 公開。